# Nele Hagener
Nele Hagener (Hamburgo, 6 de febrero de 1976) es una jinete alemana que compitió en la modalidad de concurso completo.
Ganó una medalla de plata en el Campeonato Europeo de Concurso Completo de 1999, en la prueba por equipos. Participó en los Juegos Olímpicos de Sídney 2000, ocupando el cuarto lugar en la misma prueba.

## Palmarés internacional
| Campeonato Europeo | Campeonato Europeo   | Campeonato Europeo | Campeonato Europeo |
| Año                | Lugar                | Medalla            | Categoría          |
| ------------------ | -------------------- | ------------------ | ------------------ |
| 1999               | Luhmühlen (Alemania) | Medalla de plata   | Por equipos        |